# Tipula (Acutipula) bakundu
Tipula (Acutipula) bakundu is een tweevleugelige uit de familie langpootmuggen (Tipulidae). De soort komt voor in het Afrotropisch gebied.